# Gales Point
Gales Point (dt.: „Sturmpunkt“) ist ein Ort im Belize District in Belize. Der Ort liegt auf einer Halbinsel in der Southern Lagoon. 2010 hatte Gales Point ca. 296 Einwohner. Haupterwerbszweige sind Fischen und Landwirtschaft.

## Geographie
Gales Point Manatee oder Malanti wird der Ort von den Einheimischen genannt, denn die Southern Lagoon ist ein Manati-Schutzgebiet. Das Wasser der Southern Lagoon ist Brackwasser, denn die Lagune ist durch den Manatee Bar River direkt mit dem Karibischen Meer verbunden. Ein Gebiet mit mehr als 36 km² (14 sq. mi.) steht als Gales Point Wild Life Sanctuary unter Naturschutz. Vom Ort erstreckt sich eine schmale Landzunge (ein Damm?) etwa einen Kilometer weit nach Norden in die Lagune. Auf diesem Streifen liegt auch der Friedhof es Ortes.

## Geschichte
Ritamae Hyde hat darauf hingewiesen, dass Gales Point Manatee eine frühe Gemeinschaft der Maroons war. Die entflohenen Sklaven zogen es vor in einfachen, selbstbestimmten Gemeinschaften im Hinterland zu leben.
Gale’s Point wurde einer der Orte wo „ex-enslaved“ (ehemalige Sklaven) aus „nahegelegenen Gebieten wie Sibun River, Runaway Creek, Mullins River und Main River“ („nearby areas such as Sibun River, Runaway Creek, Mullins River and Main River“) ab den späten 1700er Jahren und Anfang der 1800er Zuflucht fanden.
Das Wissen der Kolonialverwaltung um die „maroonage“ in British Honduras geht zurück auf 1816, als Superintendent Col. George Arthur verzeichnete, dass es eine „Community ’nahe dem Sibun River, sehr schwer zu entdecken’“ („a community ’near Shiboon River, very difficult to discover’“) außerhalb des Einflusses der Kolonialbehörden gebe.
1820 erwähnte Arthur erneut „zwei Sklavenstädte, welche anscheinend schon lange in den Blue Mountains Nordwärts von Sibun entstanden sind“ („two Slave Towns, which it appears have been long formed in the Blue Mountains to the Northward of Sibun“).
Um 1944 wurde Gales Point das erste Dorf in Belize mit einem Ortschaftsrat (village council). Die Krankenschwester Cleopatra White, die erste Krankenschwester in dem Dorf, erkannte die Notwendigkeit die Angelegenheiten des Dorfes zu klären und organisierte eine Ratsversammlung. Ihre Idee wurde zum Modell für das heutige Village Council System, welches im ganzen Land verbreitet ist.

## Kultur
Aufgrund der geographischen Isolation von Gales Point Manatee vom Rest des Landes haben sich bestimmte traditionelle afrikanische Praktiken erhalten.

### Essen und Trinken
Wie in vielen westafrikanischen Kulturen waren die Menschen in Manatee traditionell auf die Ernährung durch Knollengewächse und selbstangebaute Feldfrüchte angewiesen.
Fischen und Jagen waren ebenfalls wichtige Nahrungsquellen für die Gemeinschaft.
Ein Beispiel dafür ist das Gericht fish sere. Das Gericht besteht aus einer Kokosnußmilch-Suppe mit Fisch und Knollengewächsen (Yams, Kartoffeln etc.), wahlweise auch mit weißem Reis.
Die Bewohner von Manatee sind auch für ihre selbstgemachten Fruchtweine bekannt.

### Sambai
Der Ursprung des Wortes „Sambai“ ist nicht letztgültig geklärt, aber es bezieht sich auf einen Rhythmus-Stil, Trommel-Stil und eine Veranstaltung von und im Dorf Gales Point Manatee. Der Sambai-Rhythmus ist der ungewöhnlichste Aspekt der Kriol-Kultur in Manatee.
Man glaubt, dass die ersten Maroons, entlaufene Sklaven der ersten Generation, Rituale und Rhythmen aus ihrer Heimat in Afrika mitgebracht haben. Die so genannten Goombay-Trommeln (gumbeh) beispielsweise wurden nach 1790 verboten und so ist es möglich, dass diese Rhythmen schon zuvor mit den Sklaven nach Runaway Creek gekommen sind und es ist wahrscheinlich, dass auch die Rhythmen aus Afrika mitgebracht wurden, da die Menschen die fließenden und mit wechselnden Rhythmen gesprochenen Dialekte ihrer Herkunft in Afrika beibehalten haben.
Sambai gilt in der Tradition als Fruchtbarkeitstanz und wird während des Vollmondzyklus gefeiert und die Bauern pflanzen und ernten ihre Feldfrüchte in direktem Zusammenhang mit Mondzyklen.
Zahlreiche Liedtexte haben auch eine sexuelle Konnotation, wie zum Beispiel:
„Hok-i-nani-beh…here here ….hok-i-nani-beh…koko faiya.“
In jüngerer Zeit hat sich Sambai zu einem sozialen Event entwickelt und ist nicht mehr das Fruchtbarkeitsritual, sondern wird zusammen mit anderen Tänzen als Abendveranstaltung aufgeführt.
Ursprünglich waren bei der Zeremonie keine Kinder zugelassen. Für den Tanz stellen sich Tänzer und Trommler im Kreis um ein Feuer auf. Die Trommler beginnen mit dem spielen und „rufen“ das Lied auf, dann antwortet die Menge. Dieser „Ruf-und-Antwort“-Stil ist typisch in der afrikanischen Tradition. Beispielsweise:

Ruf:  „Aanti Kala Kala Kalala sohnting so“

Antwort: „Aanti noh badi mi“.

Die Tänzer bewegen sich jeweils einzeln in die Kreismitte und „Jump Sambai“ (springen Sambai). Wenn ein Tänzer wieder in den Kreis zurückkehrt, wählt er oder sie den nächsten Tänzer durch zeigen oder durch „reeling in“ (hintaumeln) mit einer Geste oder einfach indem er neben der Person in den Kreis zurückkehrt, die er aufruft.
Dabei wird oft unterschwellig geflirtet, da die Tänzer auf diese Weise häufig die Kandidaten für ihr Date an dem Abend auswählen. Wenn die jeweilige Person interessiert ist, erwidert sie die Geste.

### Erzählungen
Erzählungen sind eine wichtige Form der Freizeitbeschäftigung im Dorf.
Die Einleitung beginnt immer mit einer bizarren Übertreibung, wodurch die Zuhörer zum Lachen angeregt werden sollen wie zum Beispiel: „Back in the day when monkey use to chew tobacco“ („Damals als der Affe sich entschied Tabak zu kauen“) und endet mit der klassischen Kreol-Formulierung „if the pin neva ben, di story neva end“.
Einige der Erzählungen sind sehr lang und kompliziert.

## Tourismus
Im Dorf gibt es die Möglichkeit für Tourismus. Eine große Population von Karibik-Manati fördert vor allem Ökotourismus. Es gibt zudem eine Bar, einen Laden 'Martha's Shop' und eine kreolische Trommelschule (Emmeth Young). An der Methos Campsite in der Nähe des Landzungenendes kann man kampieren und es gibt die Manatee Lodge.

## Klima
Nach dem Köppen-Geiger-System zeichnet sich Gales Point durch ein tropisches Klima mit der Kurzbezeichnung Am aus.